# 尼文鎮區 (阿肯色州克里夫蘭縣)
尼文鎮區（英語：Niven Township）是位於美國阿肯色州克里夫蘭縣的一個行政鎮區。

## 地方資料
尼文鎮區的面積為85.34平方千米，當中陸地面積為85.32平方千米，而水域面積為0.02平方千米。根據2010年美國人口普查的數據，當地共有人口395人，而人口密度為每平方千米4.63人。